# Litopón

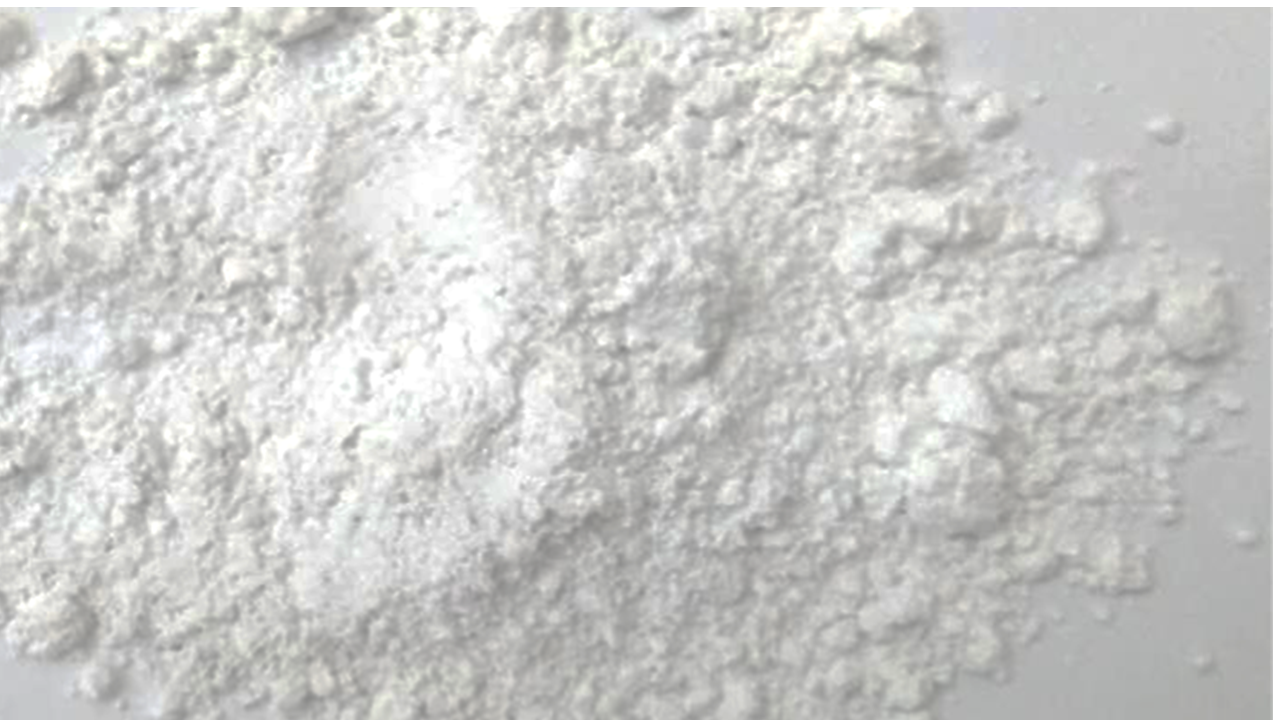
Litopón (pigmento)

El litopón es un pigmento blanco formado por una mezcla de sulfato de bario, sulfuro de zinc y óxido de zinc, que se obtiene por calcinación parcial de una mezcla de BaSO4 (70%) y ZnS (30%).Debido a su poder de recubrimiento, se utiliza para preparar pinturas blancas y dada su baja toxicidad, desde finales del siglo XIX se emplea como sustituyente de otros pigmentos basados en el plomo. También se denomina "blanco de zinc", "blanco litopón" y "blanco de Comines", entre otros.  

## Historia
El litopón fue descubierto en la década de 1870 por DuPont y fabricado por Krebs Pigments and Chemical Company y por otras empresas. El material se comercializaba con diferentes calidades según el contenido de sulfuro de zinc.  Aunque su popularidad alcanzó su punto máximo alrededor de 1920, se produjeron aproximadamente 223 352 toneladas en 1990. Se utiliza principalmente en pinturas, masillas y plásticos. 

## Características
Aunque el sulfato de bario es casi completamente inerte, el sulfuro de zinc se degrada al exponerse a la luz ultravioleta, lo que provoca el oscurecimiento del pigmento a largo plazo. La intensidad del oscurecimiento depende de una combinación de dos factores: la cantidad de sulfuro de zinc que compone la formulación del pigmento y su exposición total acumulada a los rayos ultravioleta. Dependiendo de estos factores, el pigmento en sí puede variar de tono con el tiempo, desde el blanco puro hasta el gris o incluso el negro. Para suprimir este efecto, se puede utilizar un dopante, como una pequeña cantidad de sales de cobalto, que se añadiría a la fórmula. Este proceso crea sulfuro de cinc dopado con cobalto. Las sales de cobalto ayudan a estabilizar el sulfuro de cinc para que no tenga una reacción tan grave a la exposición a los rayos UV.

## Obtención
El litopón se produce por precipitación conjunta de sulfato de bario y sulfuro de cinc. La coprecipitación más común se efectúa combinando cantidades equimolares de sulfato de cinc y sulfuro de bario, ambos solubles en agua:
{\displaystyle {\ce {BaS(aq) + ZnSO4(aq) -> BaSO4(s) + ZnS(s)}}}
El precipitado obtenido se separa del disolvente por filtración y se lava. Una vez seco, se moltura hasta obtener la textura idónea para la preparación de la pintura. Esta ruta proporciona un producto que contiene 29,4 % en peso de ZnS y 70,6 % en peso de BaSO4. Existen variaciones, por ejemplo, se producen materiales más ricos en ZnS cuando se añade cloruro de cinc a la mezcla de sulfato de cinc y sulfuro de bario.  También se puede calcinar parcialmente el producto obtenido en el proceso de coprecipitación, mediante calentamiento hasta el rojo, con lo que parte de sulfuro de zinc se convierte en óxido de zinc, también blanco pero más estable a la luz ultravioleta que el sulfuro.